# Lista över Star Wars-filmer och nyutgåvor
Lista över Star Wars-filmer och nyutgåvor

## Premiär på biograf
- 1977 - Stjärnornas krig
- 1980 - Rymdimperiet slår tillbaka
- 1983 - Jedins återkomst
- 1999 - Star Wars: Episod I – Det mörka hotet
- 2002 - Star Wars: Episod II - Klonerna anfaller
- 2005 - Star Wars: Episod III - Mörkrets hämnd
- 2015 - Star Wars: The Force Awakens
- 2016 - Rogue One: A Star Wars Story
- 2017 - Star Wars: The Last Jedi
- 2018 - Solo: A Star Wars Story
- 2019 - Star Wars: The Rise of Skywalker[1]

## Nyutgåvor
Lista över nyutgåvor på VHS, Laserdisc, DVD, e.t.c. Listan är ej komplett.
- 1989 Laserdisc - Star Wars Trilogy - Special Widescreen Edition - Episode IV, V och VI (2 laserdiscar per film, släpptes senare på VHS)

Letterbox: 2.35:1-2.55:1 (första filmen krymper "letterboxen" halvvägs in på filmen, letterboxen på tredje filmen är flyttad lite uppåt för att få plats med textning av Jabba) - PCM Dolby Surround
- 1993 Laserdisc - Star Wars Trilogy - The Definitive Collection - Episode IV, V och VI (innehåller cirka 80 minuter extramaterial. 9 laserdiscar i CAV-format)

Letterbox: 2.35:1 - PCM Dolby Surround - THX-mastrad
- 1995 VHS/Laserdisc - Faces - Episode IV, V och VI. (innehåller bonusintervju mellan Lucas och Leonard Maltin, laserdiscsutgåvan på 2 diskar per film)

Letterbox: 2.35:1 (båda) eller Pan and scan: 1.33:1 (enbart VHS) - PCM Dolby Surround - THX-mastrad
- 1997 VHS/Laserdisc - Episode IV, V och VI - Special Edition. (alla filmer på fem laserdiscar)

Släpptes Letterbox på VHS och laserdisc, Pan and scan på VHS. Digitalt restaurerad och remastrad, innehåller påtagliga ändringar av de ursprungliga filmerna. Laserdiscen har 5.1-ljud. - THX-mastrad
- 2000 VHS/VCD - Episode IV, V och VI - Special Edition (innehåller bakom kulisserna från inspelningen av episode II)

VHS utgåvan fanns i både letterbox och pan and scan. VCD-utgåvan enbart i pan and scan. Släpptes även på laserdisc i Japan.
- 2001 DVD - Star Wars Episode I: The Phantom Menace.

Widescreen: 2.35:1 - Dolby digital: 5.1 Släpptes på Laserdisc i Japan, THXad samt Dolby Digital 5.1 EX.
- 2002 DVD - Star Wars Episode II: Attack of the Clones.

Widescreen: 2.35:1 - Dolby digital: 5.1
- 2004 DVD - Star Wars Trilogy, Episode IV, V och VI (samt en bonusskiva).

Widescreen - Dolby digital 5.1
Innehåller ytterligare några mindre ändringar av Special Edition-utgåvan.
- 2005 DVD - Star Wars Episode III: Revenge of the Sith.

Widescreen: 2.35:1 - Dolby digital: 5.1
- 2005 DVD - Star Wars Trilogy, Episode IV, V och VI (samma trippelutgåva som 2004 dock utan bonusskiva).

Widescreen: 2.35:1 - Dolby digital: 5.1
- 2006 DVD - Star Wars Trilogy, Episode IV, V och VI (filmerna säljs var för sig, två skivor per film).

Ena skivan samma som de förra DVD-utgåvorna, den andra är originalversionen, mastrad från THX-utgåvan Letterbox: 2.35:1 - Dolby digital: 2.0